# Ferdinand Stiebitz
Ferdinand Stiebitz [štíbic] (7. července 1894 Velvary – 10. října 1961 Brno) byl český pedagog, filolog a překladatel.

## Život a vzdělání
Narodil se 7. července 1894 ve Velvarech, v rodině Ferdinanda Stiebitze a Marie rozené Štefánové. Měl 8 starších sourozenců: Aloise (1869), Karolinu (1871), Olgu (1873), Františka (1879), Teresii Vovsovou (1884), Karla (1887), Johannu Stojmtkovou-Šimšovou (1889) a Zděnku Dienstbirovou (1893). Oženil se s Marií Valerií rozenou Rapantovou, ovdovělou Přerovskou (1898).
V letech 1905–1913 studoval na gymnáziu v Praze XII, poté se věnoval klasické filologii na Filozofické fakultě Univerzity Karlovy v Praze (r. 1913–1920, s válečnou přestávkou). Po ukončení studií vyučoval na gymnáziích v Praze (1920–1922), v Košicích (1922–1924) a v Brně (1924–1936). V roce 1928 byl na studijním pobytu na univerzitě v Berlíně. V roce 1922 získal titul PhDr., v roce 1931 habilitoval, v roce 1936 se stal mimořádným a o rok později řádným profesorem v oboru klasické filologie. V letech 1947–1948 byl děkanem Filozofické fakulty Masarykovy univerzity v Brně.
Překládal z řečtiny, latiny a němčiny.
Zemřel 10. října 1961. Byl pohřben na městském Ústředním hřbitově.

### Odborné a zájmové organizace
- Jednota klasických filologů (čestný člen a předseda brněnské pobočky)
- Královská česká společnost nauk
- Česká akademie věd a umění

## Dílo
výběr

### Středoškolské učebnice
- Stručné dějiny řecké literatury (1936)
- Dějiny římské literatury pro střední školy (1938)

### Vědecké práce
- Studie o slovesném vidu v řečtině novozákonní (1929)
- Macharova antika (článek v čas. Naše věda, 1934)
- Biologické základy antických názorů o dědičnosti (1937)
- Antický tělocvik a sport (1937)

### Překlady
- Glykerada a Menadros – Alkifron; in: 1000 nejkrásnějších novel... č. 46. Praha: J. R. Vilímek, 1913
- Vypravování Eumolpovo – Titus Petronius; in: 1000 nejkrásnějších novel... č. 55. Praha: J. R. Vilímek, 1913
- Magdalena – Kostis Palamas; in: 1000 nejkrásnějších novel... č. 74. Praha: J. R. Vilímek, 1914
- Válka a mír – Grigorios Xenopulos; in: 1000 nejkrásnějších novel... č. 78. Praha: J. R. Vilímek, 1914
- Král Oidipus; Slídiči – Sofoklés; z němčiny. Praha: František Borový, 1923

- Ženský sněm: komedie – Aristofanes. Praha: Kvasnička a Hampl, 1924
- Antigone: tragedie – Sofoklés. Praha: Rudolf Škeřík, 1925
- Konec císaře Juliana – Ammianus Marcellinus; 7 kresbami vyzdobil Jan Konůpek. Brno: Arno Sáňka, 1927
- Proměny čili Zlatý osel – Lucius Apuleius z Madaury. ilustroval Cyril Bouda. Praha: Bedřich Kočí, 1928
- Medeia – Euripides. Praha: Rudolf Škeřík, 1929
- Apokalypsa čili Zjevení apoštola Jana zvaného Theologos – dřevorytem a dvanácti lepty vyzdobil Jan Konůpek. Brno: Arno Sáňka, 1929
- Lysistrate: komedie – Aristofanes; upravil V. H. Brunner. Praha: Kvasnička a Hampl, 1930
- Antické povídky – upravila Hana Dostalová. Brno: Jan V. Pojer, 1930
- Hetéry a jejich svět – Alkifron. Praha: Rudolf Škeřík, 1931
- Aristoteles o člověku – Aristoteles. Praha: Anthropologický ústav Karlovy univerzity (AÚKU), 1931
- Messalina a Agrippina – Tacitus. Praha: Rudolf Škeřík, 1931
- Nové antické povídky – Brno: Jan V. Pojer, 1931
- Popis pitvy konané roku 1600 v Praze: Jan Jesenský z Jeseného. Praha: AÚKU, 1932
- Vznik a zánik světa. Člověk a jeho dílo – Titus Lukretius Karus. Praha: AÚKU, 1932
- Legendy o nevěstkách světicích – dřevoryt vyryl a úpravu knihy řídil Jaroslav Benda. Brno: Jan V. Pojer, 1932
- Alexandros a Caesar – Plutarchos. Praha: Antická knihovna, 1933
- Mír: komedie o čtyřech obrazech – Aristofanes. Praha: Rudolf Škeřík, 1934
- Ptáci: komedie – Aristofanes. Praha: Rudolf Škeřík, 1934
- Proměny – Publius Ovidius Naso. Praha: Jan Leichter, 1935
- Jezdci; Žáby: dvě komedie – Aristofanes. Praha: Melantrich, 1940
- Poslední zápas Řeků o svobodu – Demosthenes. Praha: J. Leichter, 1940
- Oktavius – Markus Minucius Felix. Praha: Ladislav Kuncíř, 1940
- Z dějin východních národů – Herodotos. Praha: Melantrich, 1941
- Výbor z básní – Sappho. Prostějov: J. Horák, 1941
- Elektra: tragedie – Sofokles. Praha: František Borový, 1942
- Oresteia: [Agamemnon, Oběť na hrobě, Usmířené Lítice] – Aischylos; obálku navrhl a graficky upravil F. Muzika. Praha: F. Borový, 1944
- Gilgameš: starobabylonský epos; frontispice a dvanáct dřevorytů v záhlavích vyryl Bohdan Lacina; typografickou osnovu navrhl Oldřich Menhart. Brno: Jan V. Pojer, 1944
- Z písní lásky – Sapfo. Praha: F. Borový, 1945
- Řecká lyrika – Praha: Melantrich, 1945
- Perikleova řeč nad padlými – Thukydides. Brno: Jan V. Pojer, 1946
- Hostina sedmi mudrců – Plútarchos. Brno: Jan V. Pojer, 1947
- Čtyři životopisy – Plutarchos. Brno: Rovnost, 1948
- Acharňané: komedie o čtyřech dějstvích – Aristofanes. Praha: Československé divadelní a literární jednatelství, 1954
- Plutos: (Bohatství): komedie o čtyřech dějstvích – Aristofanes. Praha: SNKLHU, 1954
- Odysseia – Homér; přeložili Otmar Vaňorný a Ferdinand Stiebitz, ilustroval Karel Vodák. Praha: SNKLHU, 1955
- Římská lyrika – přeložil Ferdinand Stiebitz et al.; graficky upravila Hermína Melicharová. Praha: SNKLHU, 1957
- Bohové se smějí – uspořádal a poznámky napsal Radislav Hošek. Praha: SNKLHU, 1965
- Antické novely – přeložili Bořivoj Borecký, Karel Hrdina, Rudolf Mertlík a Ferdinand Stiebitz. Praha: SNKLHU, 1965
- Prométheus – Aischylos. doslov napsal Bořivoj Borecký; ilustrovala Ludmila Jiřincová. Praha: Orbis, 1969
- Hovory o lidském štěstí – Plutarchos. Praha: Odeon, 1971
- O cizích osudech – [Život Homérův – Hérodotos. Démétrios a Antonius – Plútarchos. Apollónios z Tyany – Flavios Filostratos. Diogenés ze Sinópy – Diogenés Laertský. Atticus – Cornelius Nepos. Iulius Agricola – Tacitus. Božský Iulius a Nero – Suetonius. Marcus Aurelius – Caracalla] z řeckých a latinských originálů přeložili Růžena Dostálová, Nataša op de Hipt, Antonín Kolář, Bohumil Ryba, Ferdinand Stiebitz a František Štuřík; poznámkami opatřili překladatelé a Jaroslav Šonka; svazek uspořádal a doslov napsal Bořivoj Borecký. Praha: Odeon, 1972
- Tribuni výmluvnosti: výbor ze starověkých řečníků – uspořádal a doslov napsal Bořivoj Borecký; z řeckých a latinských originálů přeložili a poznámkami opatřili Václav Bahník, Bořivoj Borecký, Růžena Dostálová, Alena Frolíková, Karel Hubka, Martin Steiner a Ferdinand Stiebitz. Praha: Odeon, 1974
- Dialog a satira – Platón, Xenofón, Cicero, Petronius, Seneca, Lúkianos; vybral a doslov napsal Bořivoj Borecký; přeložili Václav Bahník, Jan Reiniš, Ferdinand Stiebitz, Jaroslav Šonka. Praha: Odeon, 1977
- Trójanky a jiné tragédie – Eurípidés; přeložili Ferdinand Stiebitz a Olga Valešová; předmluva Eva Stehlíková. Praha: Svoboda, 1978
- Písně z Lesbu – Sapfó; uspořádal, úvodní slovo a ediční poznámku napsal a ilustrace vybral Václav Kubín. Praha: Československý spisovatel, 1978
- Velké milostné dvojice starověku, aneb, Šest příběhů o lásce veršem i prózou – vybral z básní Homérových, Vergiliových, Ovidiových, Músáiových, uspořádal a komentuje Václav Kubín; z řeckých a latinských originálů přeložili Otmar Vaňorný (Homéra a Vergilia), Ferdinand Stiebitz a Dana Svobodová Ovidia) a Julie Nováková (Músáia). Praha: Československý spisovatel
- Obrázky z řeckého života – přeložili Radislav Hošek, Rudolf Mertlík a Ferdinand Stiebitz; svazek sestavil, předmluvu a ed. pozn. napsal Radislav Hošek. Praha: Svoboda, 1983
- Nejstarší řecká lyrika – přeložili Ferdinand Stiebitz ... et al.; svazek sestavil, k vydání připravil a rejstříkem doplnil Radislav Hošek. Praha: Svoboda, 1984
- Poezie plná Faunů – Publius Ovidius Naso ... et al.; přeložili Ferdinand Stiebitz ... et al.; pěti barevnými litografiemi vyzdobila Petra Oriešková; poznámku napsal Jiří Kutina; typografická úprava Vladimír Viener; o vydání pečoval Vladimír Beneš. Praha: Supraphon, 1985